# Antipodean Resistance
La Antipodean Resistance (AR) est un groupe néo-nazi en Australie.
Le groupe, formé en octobre 2016, qui a été qualifié de « alt-right »,, et utilise le slogan « Nous sommes les Hitlers que vous attendiez », utilise des symboles nazis tels que la croix gammée et le salut nazi. Le logo d'AR représente le Soleil Noir et le Totenkopf (tête de mort) avec un chapeau Akubra, une couronne de laurier et une croix gammée.
L'Antipodean Resistance encourage et incite à la haine et à la violence, comme le montrent certaines de ses affiches antisémites et homophobes, avec des images graphiques de la tête tirée de juifs et d'homosexuels. Une affiche intitulée « Légaliser l'exécution de juifs »,,. En décembre 2018, son site Web avait été fermé par son fournisseur d'hébergement.

## Histoire
L'Antipodean Resistance a été créée sur le site Web aujourd'hui disparu de la Marche du fer, un site d'extrême droite qui se décrit comme un réseau social fasciste et qui semble avoir abrité de nombreux suprémacistes blancs, néonazis et autres extrémistes de droite. Les membres du site Web ont formé des groupes tels que la Division Atomwaffen et l'Antipodean Resistance,.
AR a attiré l'attention pour son vandalisme inspiré par le nazisme dans les grandes villes australiennes. Il a ciblé des écoles de Melbourne avec d'importantes minorités ethniques, en plaçant des affiches portant le message « Keep Australia White » ainsi que des insultes raciales telles que « abo », « nigger » et « chink », qualifiées de « viles et dégoûtantes », du ministre de l'Éducation de l'époque victorienne, James Merlino.
AR a attiré l’attention de la communauté internationale avec une campagne d’affiche en chinois dans les universités menaçant d’expulsion des étudiants chinois.
Dans la période qui a précédé l'Australian Marriage Law Postal Survey, l'AR a ciblé les églises, les universités et les lieux publics pour afficher une propagande homophobe associant mariage homosexuel et pédophilie.
En décembre 2017, des affiches d'AR auraient été vues autour de Chippendale à Sydney.
L'organisation agit en violation de la loi de 1998 contre la discrimination, en vigueur en Tasmanie. Elle est associée à des groupes et organisations terroristes américaines et britanniques proscrites, et à ce titre elle est surveillée par les forces de l'ordre étatiques et fédérales, y compris l'ASIO